# Adam Glazur
Adam Glazur (ur. 7 stycznia 1933 w Kołaczycach) – polski polityk i elektryk, minister budownictwa i przemysłu materiałów budowlanych (1975–1980).

## Życiorys
Syn Stanisława i Janiny. Należał do Związku Młodzieży Wiejskiej RP Wici (1947–1948), Związku Harcerstwa Polskiego (1948–1952) oraz do Polskiej Zjednoczonej Partii Robotniczej (1951–1980). Związał się zawodowo z Krośnieńskimi Hutami Szkła, pracował jako główny energetyk (1956–1958), naczelny inżynier (1958–1962) i dyrektor (1961–1964). Współtworzył patent Sposób opalania pieców szklarskich gazem ziemnym i urządzenie do stosowania tego sposobu. Następnie przeszedł do pracy w resorcie budownictwa i przemysłu materiałów budowlanych, gdzie był dyrektorem departamentu, oraz I zastępcą ministra, od 1969 w stopniu podsekretarza stanu.
Od 28 maja 1975 do 23 czerwca 1980 był ministrem budownictwa i przemysłu materiałów budowlanych w rządach Piotra Jaroszewicza i Edwarda Babiucha oraz Edwarda Babiucha. W 1980 piastował funkcję Głównego Inspektora Gospodarki Energetycznej.
Był zastępcą członka Komitetu Centralnego partii od 1975 do 1980. 2 grudnia 1980 usunięty z KC, a 18 grudnia wydalony z partii na skutek nieudolności i nadużyć finansowych stwierdzonych przez Centralną Komisję Kontroli Partyjnej kierowaną przez Włodzimierza Berutowicza. W lipcu 1981 został pozbawiony przez Radę Państwa PRL dwóch najwyższych odznaczeń państwowych.
W 1982 został skazany na 7 lat więzienia za nadużycia finansowe przez sędziego Lecha Paprzyckiego, Sąd apelacyjny rozpatrujący ponownie jego sprawę po 1989 uznał, że nie było podstaw do ukarania.

## Odznaczenia
- Order Sztandaru Pracy I klasy (pozbawiony w lipcu 1981)[3]
- Krzyż Oficerski Orderu Odrodzenia Polski (pozbawiony w lipcu 1981)[4]
- Wyróżniony wpisem do „Księgi zasłużonych dla województwa krośnieńskiego” (1978)[5].